# 里诺波利斯
里诺波利斯是巴西圣保罗州的一个市镇。总面积358.5平方公里，总人口10133人(2015年)，人口密度28人/平方公里。